# David Dickey
David Alan Dickey (* 22. Dezember 1945 in Painesville oder Cleveland, Ohio, USA) ist ein US-amerikanischer Statistiker.

## Leben und Wirken
Dickey erwarb 1967 seinen Artium Baccalaureus (A.B.) und 1969 seinen M.S. in Mathematik an der Miami University in Oxford (Ohio). Anschließend war er Dozent für Mathematik am College of William & Mary in Williamsburg, Virginia (1969–1971), am Randolph-Macon College in Ashland, Virginia (1971–1972) und an der Iowa State University (1972–1974). 1976 wurde er an der Iowa State University im Fach Statistik zum Ph.D. promoviert. Seit 1976 lehrt er als Professor für Statistik an der North Carolina State University.
Dickey beschäftigt sich mit Zeitreihenanalyse. Mit Wayne Fuller entwickelte er den Dickey-Fuller-Test. Seit 2020 zählt der Medienkonzern Clarivate beide zu den Favoriten auf einen Nobelpreis (Clarivate Citation Laureates).
Seit 1971 ist er mit Barbara Shell verheiratet, mit der er einen Sohn und eine Tochter hat.

## Werke (Auswahl)
Bücher
- Robert G. D. Steel, James H. Torrie und David A. Dickey: Principles and procedures of statistics. A biometrical approach. 3. Auflage, WCB/McGraw-Hill, Boston 1997, ISBN 0-07-061028-2.
- John O. Rawlings, Sastry G. Pantula und David A. Dickey: Applied Regression Analysis. A Research Tool. 2. Auflage, Springer, New York 1998, ISBN 0-387-98454-2 (Digitalisat; PDF; 6,4 MB).
- John C. Brocklebank und David A. Dickey: SAS System for Forecasting Time Series. 2. Auflage, Wiley, New York 2006, ISBN 978-0-471-39566-9.

Artikel
- David A. Dickey und Wayne A. Fuller: Distribution of the Estimators for Autoregressive Time Series With a Unit Root. In: Journal of the American Statistical Association. Band 74, Nr. 366, Juni 1979, S. 427–431 (Digitalisat bei jstor).
- David A. Dickey und Wayne A. Fuller: Likelihood Ratio Statistics for Autoregressive Time Series with a Unit Root. In: Econometrica. Band 49, Nr. 4, Juli 1981, S. 1057–1072 (Digitalisat bei jstor).
- D. A. Dickey, W. R. Bell und R. B. Miller: Unit Roots in Time Series Models. Tests and Implications. In: American Statistician. Band 40, 1986, S. 12–26.
- David A. Dickey, Dennis W. Jansen und Daniel L. Thornton: A primer on cointegration with an application to money and income. In: Review, Federal Reserve Bank of St. Louis. März 1991, S. 58–78.
- Said E. Said und David A. Dickey: Testing for Unit Roots in Autoregressive-Moving Average Models of Unknown Order. In: Biometrika. Band 71, Nr. 3, Dezember 1984, S. 599–607 (Digitalisat bei jstor).
- Y. M. Akdi und D. A. Dickey: Periodograms of Unit Root Time Series. Distributions and Tests. In: Communications in Statistics. Band 27, 1998, S. 69–87.

## Auszeichnungen und Mitgliedschaften
- 1986 Dave Mason Award (North Carolina State University, Statistics Department)
- 1994 Academy of Outstanding Teachers (North Carolina State University)
- 2000 Elected Fellow der American Statistical Association
- Mitglied von Sigma Xi
- Mitglied des Institute of Mathematical Statistics